# Hermes Schleifmittel

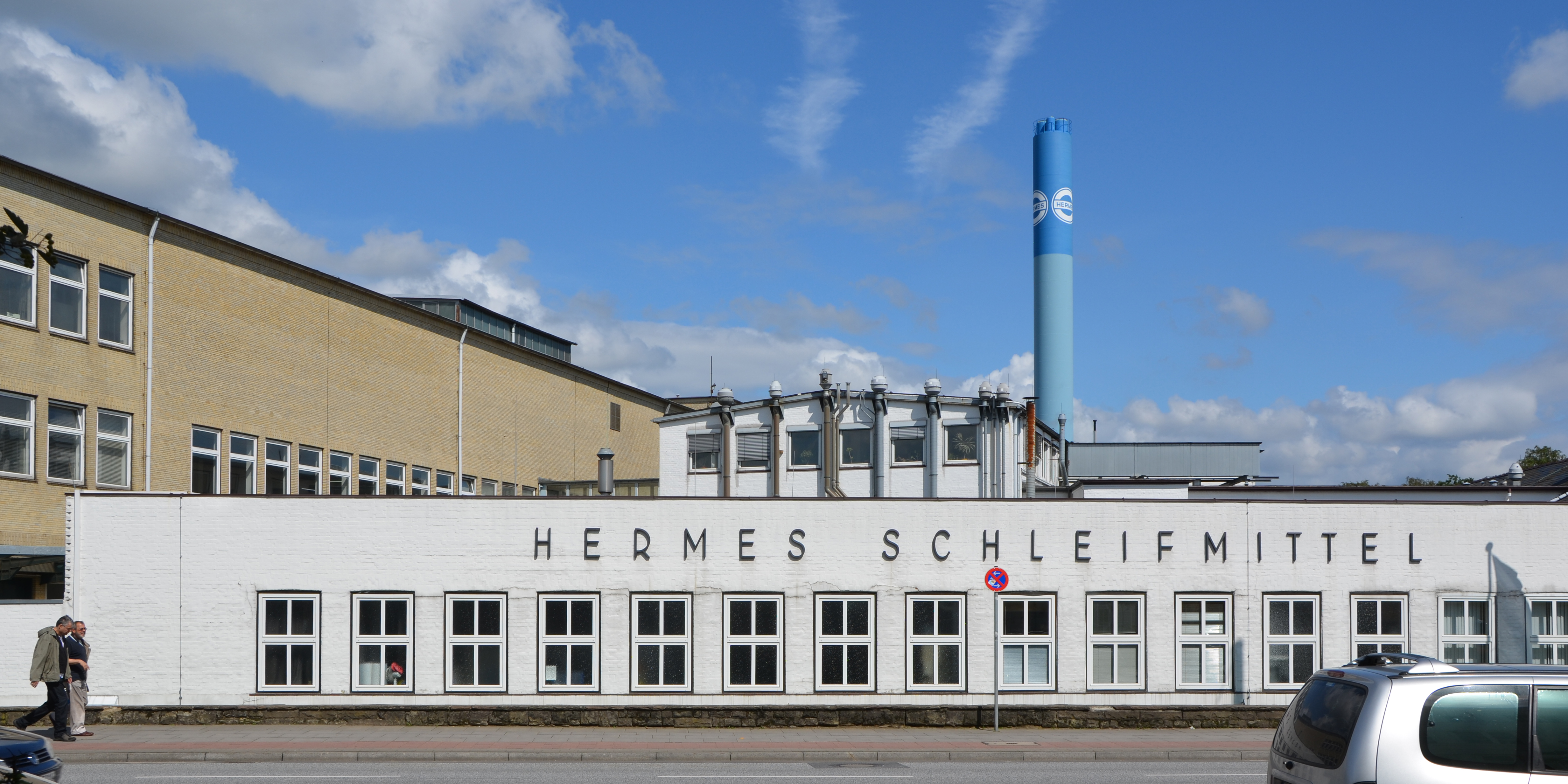
Zentrale von Hermes Schleifmittel

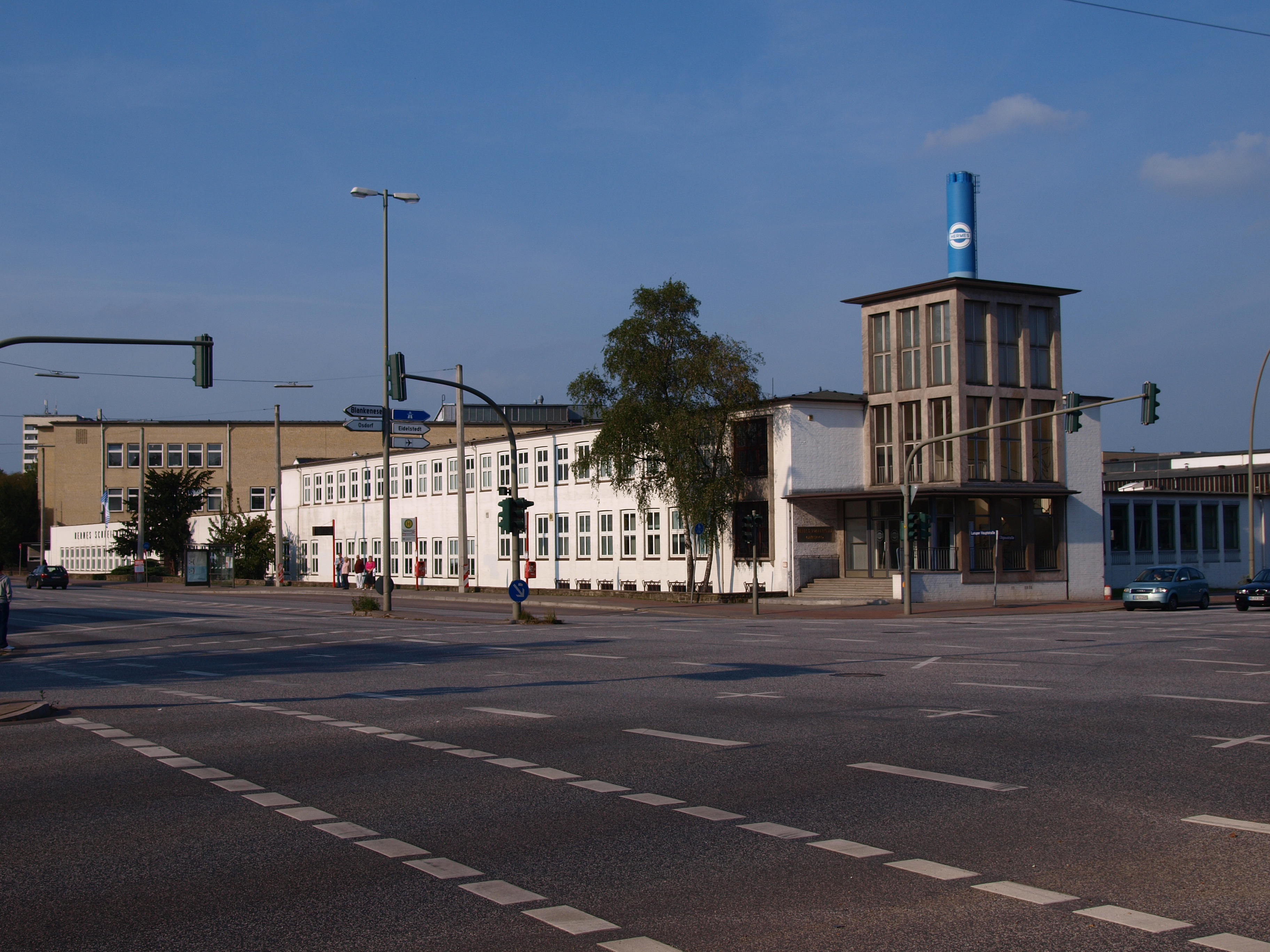
Das Gebäudeensemble wurde am 23. Juni 2005 unter Denkmalschutz gestellt

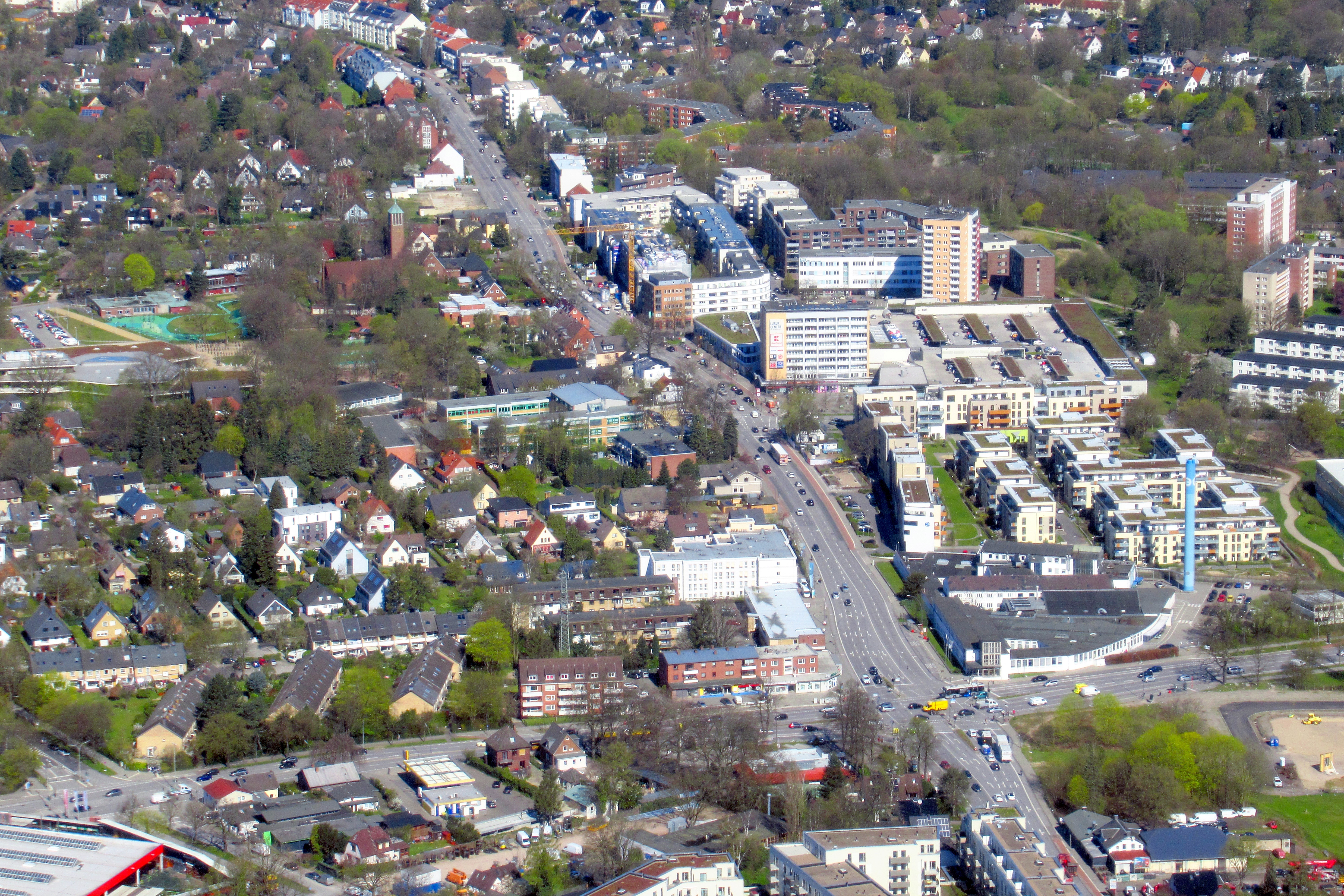
Das Werk an der Kreuzung Luruper Hauptstraße mit Elbgaustraße

Die Hermes Schleifmittel GmbH ist ein deutscher Schleifmittelhersteller mit Hauptsitz in Hamburg. Weitere Werke stehen in Uetersen und Schenefeld. Gegründet wurde das Unternehmen 1927 von Carl Christian Baerents Christiansen unter dem Namen „Norddeutsche Schleifmittel Industrie GmbH“ in Flensburg (später, unter Geschäftsführung von Günter Becker Norddeutsche Schleifmittel-Industrie Christiansen & Co. in Hamburg).
Hermes-Produkte sind unter anderem HERMESIT, MERCURIT, webrax und Sapphire Blue.